# بحر هومبولت

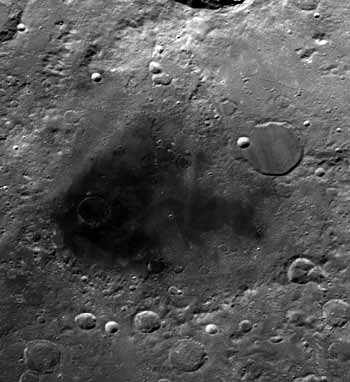
بحر هومبولت

بحر هومبولت (باللاتينية: Mare Humboldtianum) هو بحر قمري يقع شرقي بحر البرد وسط الحوض الهومبولتي. تنسب التسمية إلى العالم ألكسندر فون هومبولت.
تعود نشأة حوض هذا البحر إلى الحقبة الرحيقية (النكتارية).